# 井冈山凤仙花
井冈山凤仙花（学名：Impatiens jinggangensis）是凤仙花科凤仙花属的植物，是中国的特有植物。分布于中国大陆的江西、湖南等地，生长于海拔800米至1,240米的地区，见于河边湿处，目前尚未由人工引种栽培。